# Winfried Stark
Winfried Stark (* 9. Januar 1955 in Gerolzhofen) ist ein deutscher Musiker des volkstümlichen Schlagers. Er ist der Gründer und Leiter der Original Steigerwälder, eines Blasorchesters aus Franken.

## Leben
Der Sohn eines Schäfers aus dem Steigerwald verbrachte seine Kindheit in der ländlichen Idylle seines Heimatdorfes Kleinrheinfeld. Er entdeckte schon frühzeitig die Liebe zur Musik und erhielt bereits im Alter von zehn Jahren die ersten Trompetenstunden und bald darauf Akkordeonunterricht. Schon während der Schulzeit wurde er als Hospitant am Würzburger Konservatorium unterrichtet und setzte später sein Musikstudium am Konservatorium in Nürnberg fort. Nach abgeschlossener Berufsausbildung wurde er Lehrer. Während dieser Zeit spielte er bei namhaften Musikkapellen und sammelte so Erfahrungen.
1977 gründete der 22-Jährige sein eigenes Orchester, die Original Steigerwälder, blieb aber zunächst noch in seinem Beruf. Die Auftritte des Orchesters nahmen jedoch aufgrund der immer größer werdenden Beliebtheit rasch zu, so dass er seinen Lehrerberuf aufgab. Die Gruppe gestaltete unter dem Motto Steigerwälder Bierzeltgaudi zahlreiche Bühnengastspiele im gesamten fränkischen Raum und bald auch darüber hinaus.
1986 nahmen die Steigerwälder beim ersten Grand Prix der Volksmusik teil und erreichten mit ihrem Titel Wir gratulieren den zweiten Platz. Auch beim Grand Prix der Volksmusik 1987 nahm das Blasorchester mit Polka, Polka, hoppsassa erneut teil und erreichte Platz 10.
Die Original Steigerwälder zählen heute zu den meistbeschäftigten und erfolgreichsten Kapellen volkstümlicher Musik. In zahlreichen volkstümlichen Fernsehsendungen waren und sind sie bis heute zu Gast.

## Ehrungen
Die Original Steigerwälder konnten bislang fünf Goldene Schallplatten sowie eine Platin-Schallplatte gewinnen. Für besondere Verdienste um den volkstümlichen Schlager wurde ihnen die Hermann-Löns-Medaille in Bronze und Gold verliehen.

## Diskografie
- 1980: Winfried Stark Und Seine Original Steigerwälder
- 1982: Steigerwälder Bierzelt-Gaudi
- 1984: Mir san fidel
- 1984: Goldene Schallplatte (Kompilation)
- 1984: Das große Steigerwälder Wunschkonzert (Kompilation)
- 1986: Wir gratulieren
- 1987: 10 Jahre (Kompilation)
- 1988: Das ist Stark!
- 1988: 24 Erfolgsmelodien (Kompilation)
- 1991: Freunde heute feiern wir
- 1993: Fit mit Volksmusik
- 1995: Ein Gruß geht heute um die Welt
- 1996: Wenn’s koa Volksmusik gäb